# Acer coriaceifolium
Acer coriaceifolium är en kinesträdsväxtart som beskrevs av Leveille. Acer coriaceifolium ingår i släktet lönnar, och familjen kinesträdsväxter. Inga underarter finns listade i Catalogue of Life.